# Impacto de la nanotecnología
El impacto de la nanotecnología se extiende desde sus aplicaciones médicas, éticas, mentales, jurídicas y ambientales, a campos como la ingeniería, la biología, la química, informática, ciencia de los materiales, y las comunicaciones. La nanotecnología es muy importante para todos ya que ayuda a todos los ámbitos antes mencionados.
Los principales beneficios de la nanotecnología incluyen la mejora de los métodos de fabricación, sistemas de purificación de agua, sistemas de energía, la mejora física, la nanomedicina, mejores métodos de producción de alimentos, la nutrición y la infraestructura a gran escala de auto-fabricación. El reducido tamaño de la nanotecnología puede permitir la automatización de tareas que antes eran inaccesibles debido a las restricciones físicas, que a su vez puede reducir el trabajo, la tierra, o los requisitos de mantenimiento colocados en los seres humanos.
Los riesgos potenciales incluyen el medio ambiente, la salud, y cuestiones de seguridad; efectos de transición como el desplazamiento de las industrias tradicionales cuando los productos de la nanotecnología se vuelven dominantes, que son motivo de preocupación para los defensores de los derechos de privacidad. Estos pueden ser particularmente importante si se pasan por alto los posibles efectos negativos de las nanopartículas.
La regulación especial del gobierno en la nanotecnología es un tema controvertido. Los organismos reguladores, como la Agencia de Protección Ambiental de los Estados Unidos y la Dirección de Protección de la Salud y Consumidores de la Comisión Europea han comenzado a hacer frente a los riesgos potenciales de las nanopartículas. El sector de alimentos orgánicos ha sido el primero en actuar con la exclusión regulada de nanopartículas fabricadas con productos orgánicos certificados, primero en Australia y el Reino Unido, y más recientemente en Canadá, así como para todos los alimentos certificado por las normas internacionales "Demeter" 